# Труро
Тру́ро (англ. Truro [ˈtrʊəroʊ], корн. Truru) — административный центр Корнуолла, самый южный город Великобритании, имеющий статус «сити».

## Общая информация

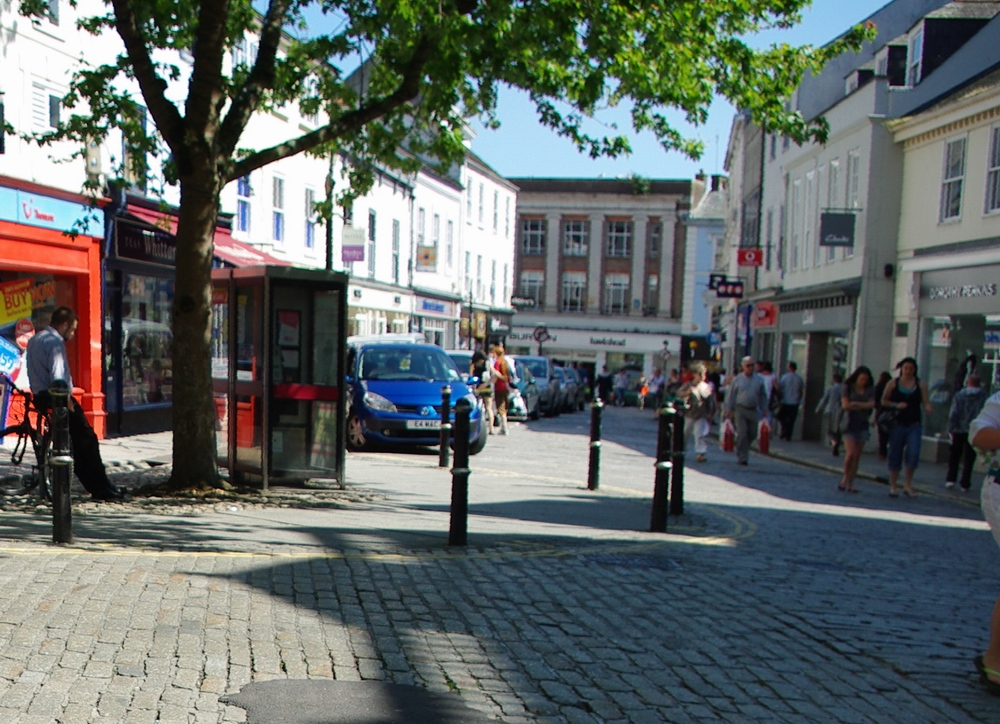
Королевская улица в Труро

Население города, согласно переписи 2001 года, составляет 20920 человек.
Известно, что поселение на месте современного Труро существовало ещё со времён норманнов. Согласно археологическим раскопкам оно было основано в XII веке. К началу XIV века Tруро стал важным портом; также стала процветать рыбная промышленность. 
В ходе гражданской войны XVII века граждане Труро поддержали династию Стюартов.
Во время промышленной революции XVIII и XIX веков в Труро начался бурный рост промышленного производства благодаря улучшению методов добычи и повышения цен на олово. В начале XX века промышленный потенциал Труро снизился из-за упадка горнодобывающей промышленности, однако город оставался процветающим и закрепил значение административного и торгового центра Корнуолла.
Расположен Труро в центре полуострова Корнуолл в 14 километрах от его южного побережья на месте слияния рек Кенуин и Аллен, образующих реку Труро.
В городе много старых построек, представляющие интерес для осмотра, однако, главной достопримечательностью Труро считается местный кафедральный собор, высотой 76 метров, строившийся около 30 лет (1880—1910). Собор виден практически с любой точки города.
В городе также находятся Королевский музей Корнуолла и театр Hall for Cornwall.
В 2009 году административный центр графства Корнуолл был перенесён из города Бодмин в Труро.

## Галерея

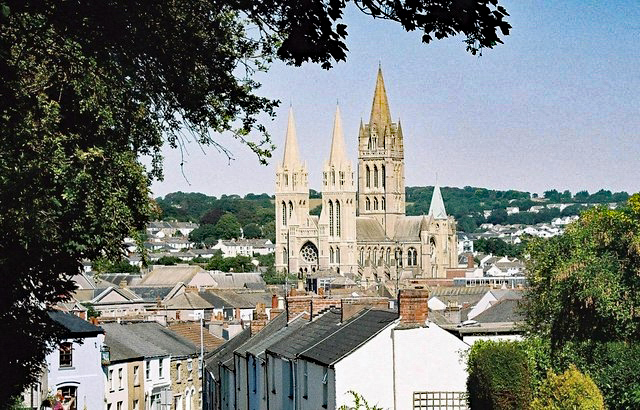
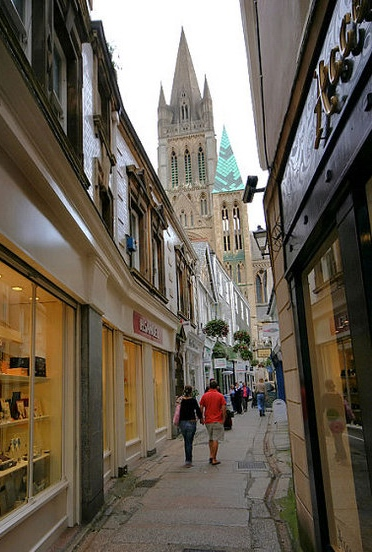
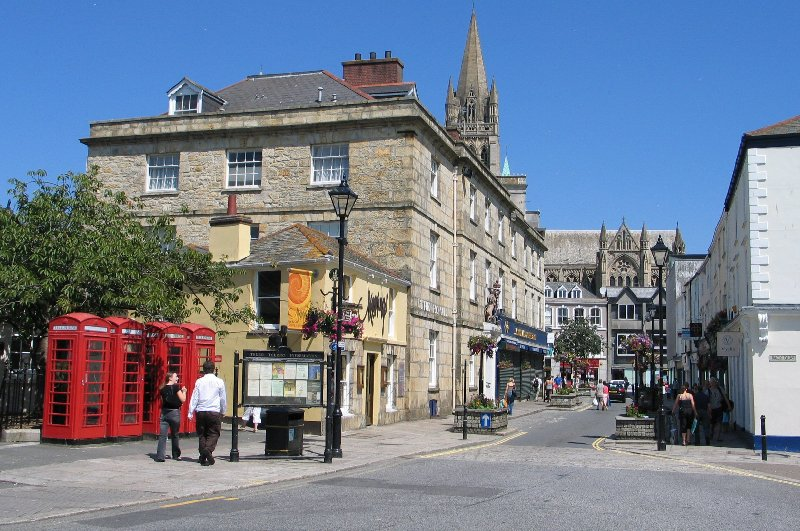

## Климат
| Показатель                    | Янв. | Фев. | Март | Апр. | Май | Июнь | Июль | Авг. | Сен. | Окт. | Нояб. | Дек. | Год  |
| ----------------------------- | ---- | ---- | ---- | ---- | --- | ---- | ---- | ---- | ---- | ---- | ----- | ---- | ---- |
| Средний суточный максимум, °C | 8    | 8    | 10   | 12   | 15  | 17   | 19   | 19   | 17   | 14   | 11    | 9    | 13,3 |
| Средний суточный минимум, °C  | 5    | 4    | 5    | 6    | 8   | 11   | 13   | 14   | 12   | 10   | 7     | 6    | 8,4  |
| Норма осадков, мм             | 81   | 63   | 49   | 54   | 40  | 47   | 48   | 51   | 57   | 87   | 87    | 78   | 742  |
| Источник: Foreca              |      |      |      |      |     |      |      |      |      |      |       |      |      |

## Города-побратимы
- Морле, Бретань, Франция
- Боппард, Рейнланд-Пфальц, Германия